# Diocesi di Civita Castellana

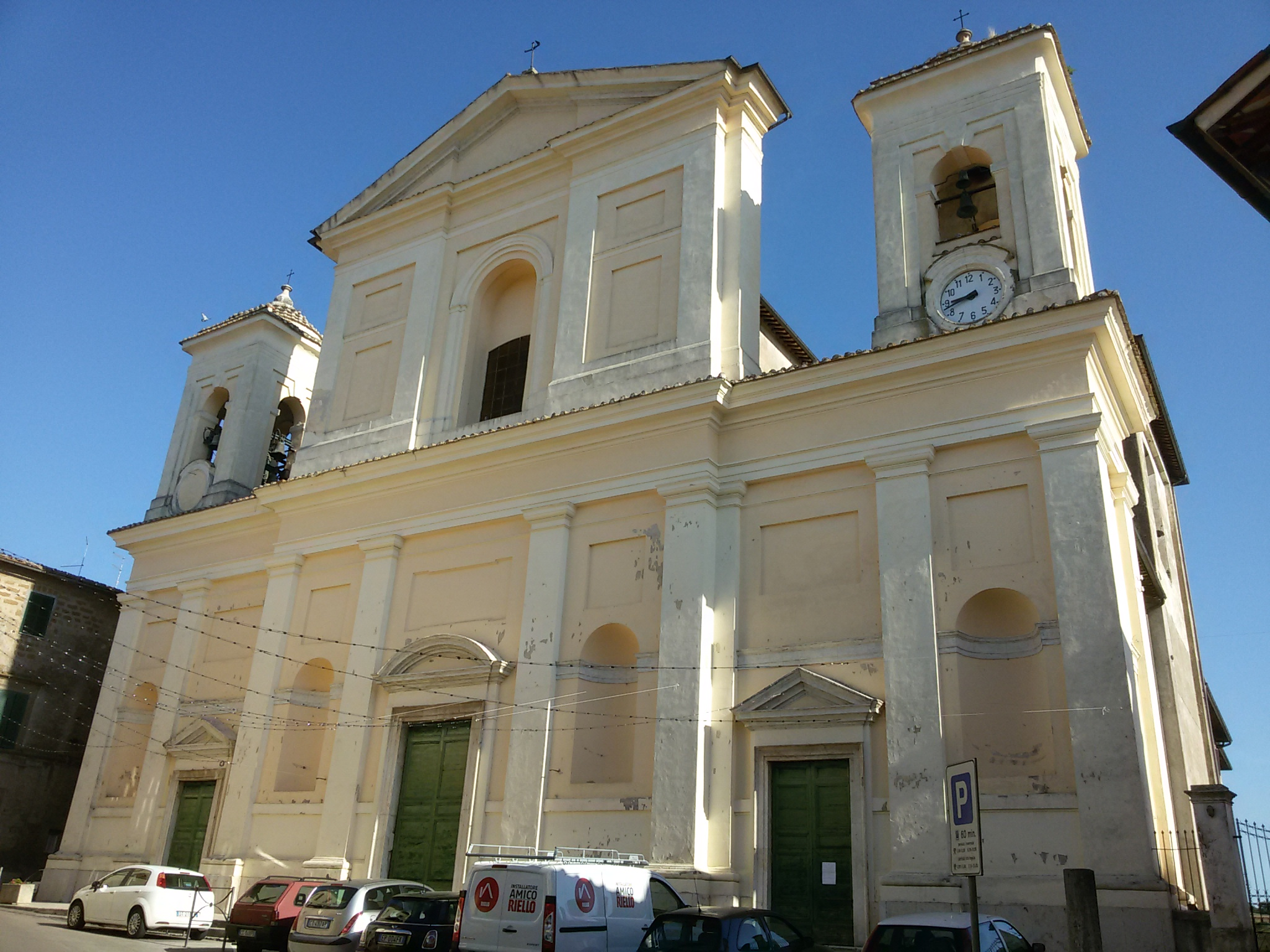
La concattedrale di Santa Maria Assunta a Gallese.

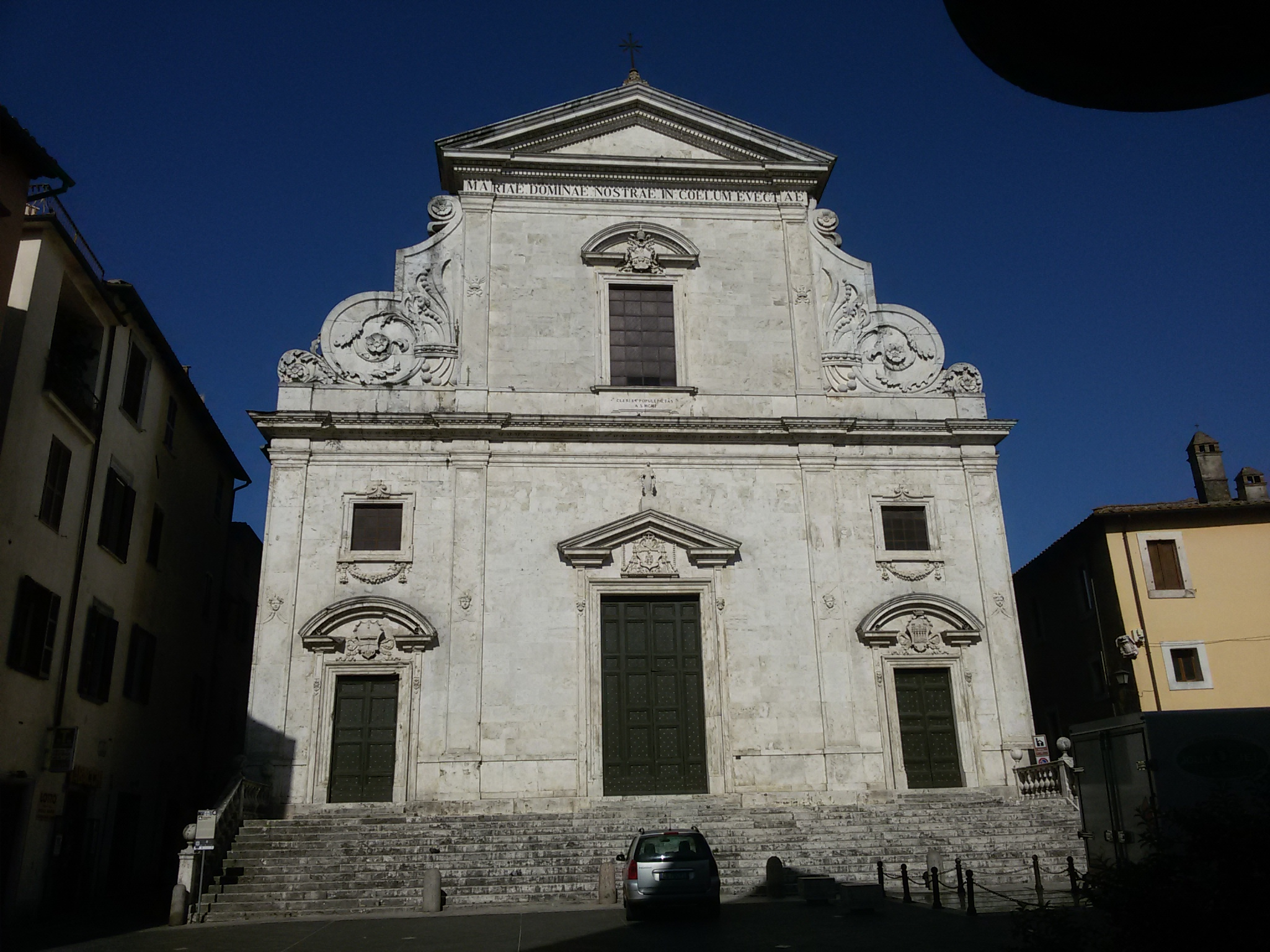
La concattedrale di Santa Maria Assunta a Orte.

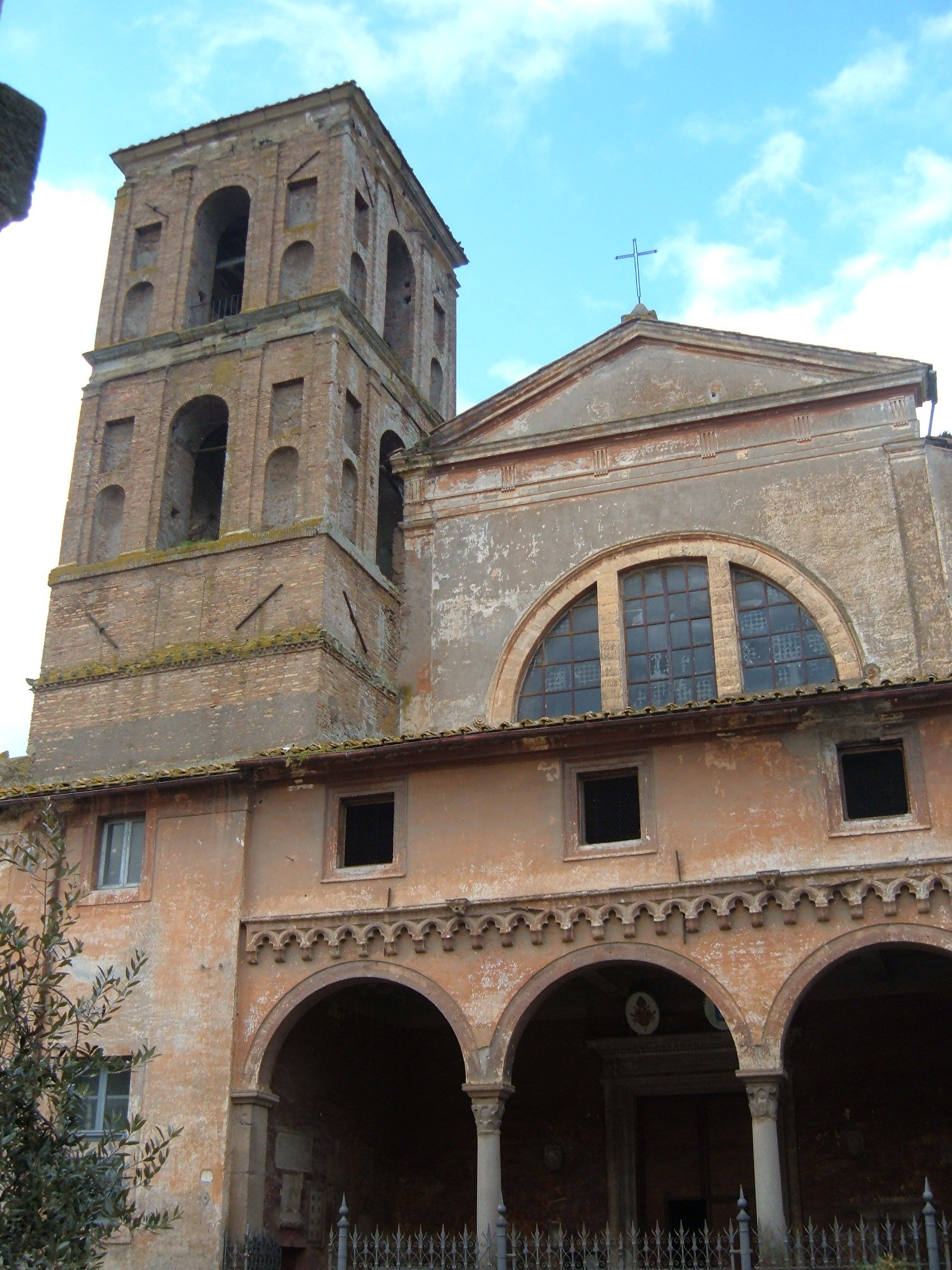
La concattedrale di Santa Maria Assunta e Sant'Anastasia a Nepi.

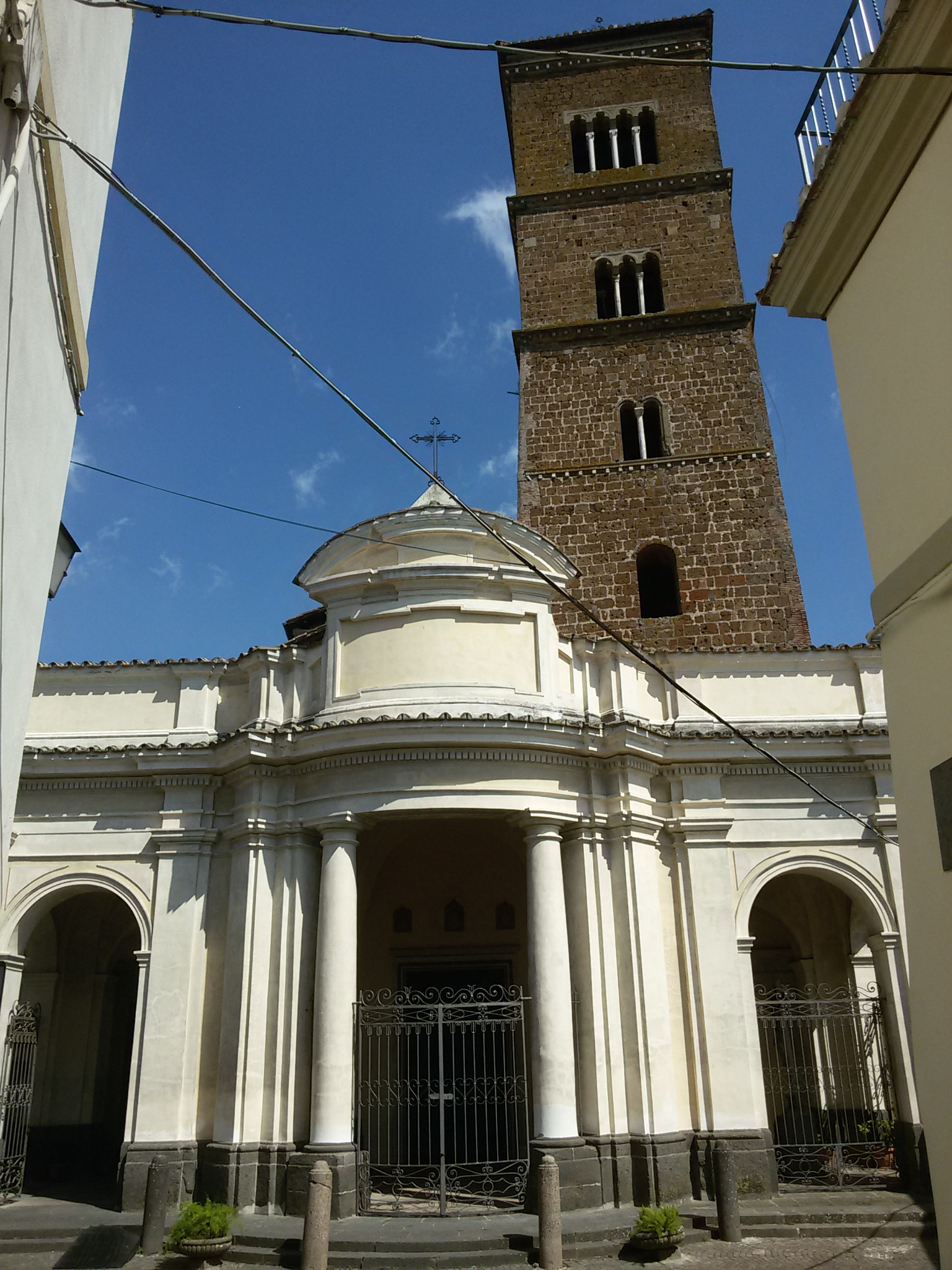
La concattedrale di Santa Maria Assunta a Sutri.

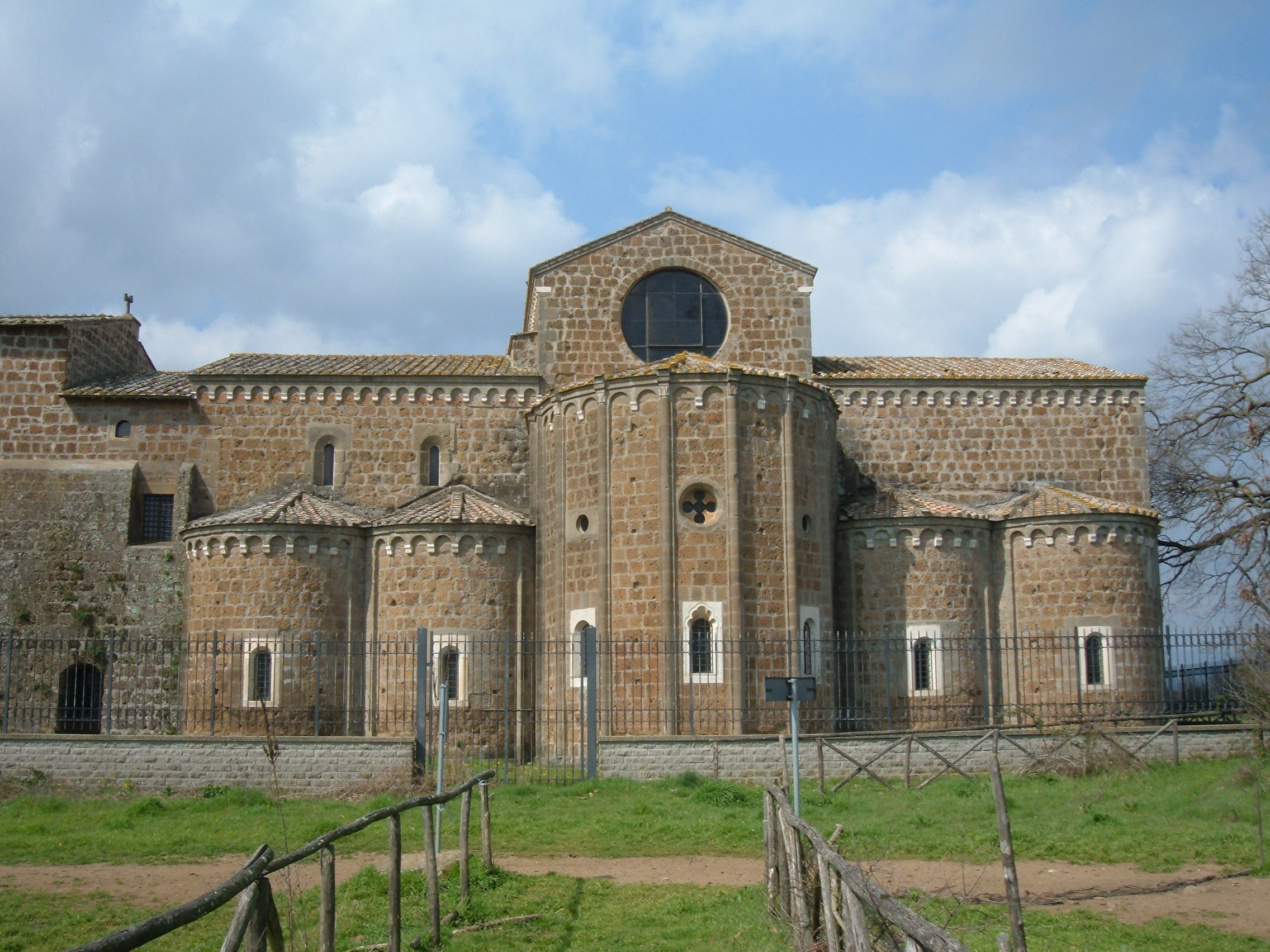
L'abside della chiesa di Santa Maria di Falleri, costruita sull'antica cattedrale di Faleri Novi.

La diocesi di Civita Castellana (in latino Dioecesis Civitatis Castellanae) è una sede della Chiesa cattolica in Italia immediatamente soggetta alla Santa Sede appartenente alla regione ecclesiastica Lazio. Nel 2023 contava 245.500 battezzati su 256.350 abitanti. È retta dal vescovo Marco Salvi.

## Territorio
La diocesi comprende i seguenti comuni:
- in provincia di Viterbo: Civita Castellana, Bassano in Teverina, Bassano Romano, Calcata, Capranica, Caprarola, Carbognano, Castel Sant'Elia, Corchiano, Fabrica di Roma, Faleria, Gallese, Monterosi, Nepi, Orte, Ronciglione, Soriano nel Cimino, Sutri, Vallerano, Vasanello e Vignanello;
- nella città metropolitana di Roma Capitale: Anguillara Sabazia, Bracciano (ad eccezione della frazione di Castel Giuliano[1]), Campagnano di Roma, Canale Monterano, Capena, Civitella San Paolo, Fiano Romano, Filacciano, Formello, Magliano Romano, Manziana, Mazzano Romano, Morlupo, Nazzano, Ponzano Romano, Rignano Flaminio, Sacrofano, Sant'Oreste, località Rota (comune di Tolfa), Torrita Tiberina e Trevignano Romano; appartiene alla diocesi anche la zona romana di Polline Martignano.

Sede vescovile è la città di Civita Castellana, dove si trova la cattedrale di Santa Maria Maggiore. Nella diocesi sorgono ben quattro concattedrali: Santa Maria Assunta a Gallese, Santa Maria Assunta a Orte, Santa Maria Assunta e Santa Anastasia a Nepi e Santa Maria Assunta a Sutri. A Castel Sant'Elia si trova il pontificio santuario di Maria Santissima ad rupes.
Il territorio si estende su 1.552 km² ed è suddiviso in 76 parrocchie, raggruppate in 6 vicarie: Faleritana, Teverina, Cassia, Lago, Flaminia e Soratte.

## Storia
La diocesi di Civita Castellana, città che all'epoca della diffusione del cristianesimo non era ancora stata edificata, trae la sua origine dall'antica diocesi di Faleri: i resti di Faleri Novi si trovano oggi a pochi chilometri a nord di Civita Castellana. Contestualmente a Faleri, sorsero nelle vicinanze altre diocesi: Acquaviva, Baccano, Forum Clodii, Manturanum, Nepi, Orte, Sutri e, più tardi, Gallese.
La tradizione agiografica collega a Faleri Novi il martirio dei santi Gratiliano e Felicissima nel III secolo, mentre a Rignano Flaminio si colloca la deposizione dei martiri Abbondio, Abbondanzio, Marciano e Giovanni nel IV secolo.
La diocesi di Faleri è attestata nella seconda metà del V secolo. A causa delle diverse varianti presenti nei manoscritti, è incerta l'attribuzione di Giusto, che partecipò al un concilio romano del 465, alla sede laziale o a quella di Faenza. Apparteneva invece alla diocesi faleritana il vescovo Felice, che nel sinodo romano indetto nel 499 da papa Simmaco si firma come episcopus ecclesiae Faliscae et Nepesinae, indizio che all'epoca le due diocesi erano unite. Lo stesso Felice è presente agli altri concili simmachiani del 501 e 502.
La cronotassi episcopale di Faleri del primo millennio è molto lacunosa e i soli vescovi noti sono quelli che presero parte ai sinodi celebrati dai papi a Roma e ne firmarono gli atti.
La città di Faleri, per la mancanza di difese naturali, fu pian piano abbandonata e la popolazione si trasferì a Civita Castellana (VII-VIII secolo). Anche i vescovi abbandonarono la loro sede per trasferirsi nella nuova città, pur continuando a mantenere per un certo periodo l'antico titolo ecclesiastico. Il titolo civitatis Castellanae compare per la prima volta con il vescovo Crescenzio (o Crescenziano) sul finire del X secolo, quando a Civita Castellana furono trasferite da Rignano le reliquie dei santi Marciano e Giovanni; mentre l'ultima volta che appare nei documenti il titolo di episcopus ecclesiae Falaritanae è con il vescovo Benedetto nel 1037 e nel 1050.
La primitiva cattedrale della diocesi era dedicata ai santi Marciano e Giovanni, divenuti patroni della diocesi dopo il trasferimento delle loro reliquie. Distrutta dai Normanni nel 1063, fu ricostruita nelle forme attuali a partire dal 1185 e consacrata dal vescovo Romano nel 1210.
Il Medioevo vede la fioritura di numerosi monasteri, fra cui quelli del monte Soratte di origine carolingia, l'abbazia territoriale di Sant'Andrea in Flumine, ai quali si aggiungeranno i monasteri cistercensi a partire dal XII secolo. Il XIII secolo vide queste diocesi percorse da movimenti ereticali, come quelli dei patari e dei fraticelli. In questo clima la diocesi fu però terreno fertile anche per fondazioni francescane: per mano dello stesso santo di Assisi sorsero i conventi di Orte e di Civita Castellana. Anche i cistercensi fondarono un loro monastero nell'antica cattedrale di Faleri Novi.
Nel XII secolo Civita Castellana divenne un'importante città del Patrimonio. In fuga da Roma, vi trovò la morte l'antipapa Clemente III nel 1100; alcuni papi, Eugenio III e Adriano IV, posero la loro residenza a Civita, Alessandro III vi morì nel 1181 e fu sepolto nella cattedrale.
A partire dal XIII secolo le antiche diocesi della regione si incamminarono verso un processo di aggregazione, dettato dalla scarsezza delle rendite. Verso il 1285 Gallese fu soppressa ed assorbita dalla diocesi di Civita Castellana, a cui fu unita, il 5 ottobre 1437, la diocesi di Orte: da questo momento i vescovi porteranno il doppio titolo di vescovi di Civita Castellana e Orte, restando le due diocesi indipendenti per giurisdizione, curie e residenze episcopali.
Quest'aggregazione gioverà alle diocesi, le cui cattedre erano ambite per la vicinanza a Roma, che grazie ai ripetuti trasferimenti di vescovi diverranno tutte omogenee fra loro nell'impostazione pastorale e amministrativa, già prima che il Concilio di Trento desse uniformità alle diverse tradizioni diocesane. Il Concilio invece ebbe notevoli conseguenze imponendo ai vescovi l'obbligo della residenza.
Nel XVI secolo, per breve tempo, fu ristabilita la diocesi di Gallese; Girolamo Garimberti ne fu eletto vescovo il 17 marzo 1563 da papa Pio IV, ma il suo successore Gabriele de Alexandris rinunciò alla diocesi il 16 settembre 1569 e papa Pio V soppresse nuovamente la diocesi incorporandone il territorio nella diocesi di Civita Castellana.
Solo nel Seicento furono celebrati i primi sinodi per l'applicazione dei decreti di riforma del concilio di Trento, a partire da quello celebrato nel 1627 dal vescovo Angelo Gozzadini. La vera riforma della diocesi si attuò con i sinodi del Settecento dei vescovi Blasi (†1718), Vari (†1748) e Lanucci (†1765), che incentrarono la vita della diocesi sulle confraternite, a cui erano affidati ampi compiti assistenziali e caritativi, e sugli ordini religiosi, fra i quali si confermò importante la presenza dei francescani. Ma fu soprattutto con Giovanni Francesco Tenderini (1717-1739), beatificato nel 1794, che si realizzò l'intensa opera di rinnovamento diocesano: «Tenderini ripristinò la disciplina ecclesiastica, favorì l'istruzione religiosa dei fedeli, visitò a più riprese la diocesi con un’attenzione particolare alla cura pastorale». Questo rinnovamento porterà anche all'apertura del seminario diocesano nel 1746, mentre si andavano diffondendo anche scuole per l'educazione femminile. Fu verso la fine del secolo che sorse il più importante santuario mariano dell'odierna diocesi, quello di Santa Maria ad Rupes.
Durante il periodo napoleonico il vescovo di Civita Castellana Lorenzo De Dominicis accettò di sottoscrivere il giuramento. Questo atto permise la sopravvivenza della diocesi, mentre le vicine diocesi di Nepi e di Sutri, per l'atteggiamento antinapoleonico del loro vescovo, finirono per essere soppresse dal regime francese ed accorpate a Civita Castellana.
Il 20 dicembre 1805 la collegiata di Gallese riebbe il titolo di cattedrale e i vescovi di Civita Castellana, oltre al titolo di Orte, aggiunsero anche quello di Gallese.
Nell'Ottocento si distinse in particolare il vescovo Mattia Agostino Mengacci (1851-1872): «partecipò al Vaticano I; celebrò un sinodo (1859) grazie al quale venne riformata la curia e riorganizzato l'archivio; nel 1857 accolse Pio IX in viaggio nello Stato.»
Il 10 aprile 1976 Marcello Rosina, vescovo di Nepi e Sutri, fu nominato anche vescovo delle sedi unite di Civita Castellana, Orte e Gallese, unendo così in persona episcopi le cinque sedi, primo passo per la definitiva unione di tutte queste diocesi.
In seguito alla soppressione dell'abbazia territoriale dei Santi Vincenzo e Anastasio ad Aquas Salvias, nel 1981 le parrocchie dei comuni di Sant'Oreste e di Ponzano Romano entrarono a fare parte della diocesi di Civita Castellana.
L'11 febbraio 1986 le diocesi di Nepi, di Sutri, di Orte e di Gallese sono state soppresse in via definitiva ed estintiva e il territorio delle cinque diocesi ha dato origine alla nuova diocesi di Civita Castellana. Contestualmente le quattro antiche cattedrali hanno assunto il titolo di concattedrale. La memoria delle illustre diocesi di Nepi, di Sutri, di Orte e di Gallese è tramandata ai posteri in quanto esse sono diventate "sedi titolari".
Il primo vescovo della nuova diocesi di Civita Castellana, Marcello Rosina, ha affidato la Comunità originata dalla fusione delle cinque diocesi di Nepi, di Sutri, di Orte e di Gallese alla protezione della Madonna ad Rupes, elevandola a celeste patrona della nuova Chiesa diocesana.
Il 29 giugno 1992 la parrocchia di San Liberato, frazione di Narni, è stata scorporata da Civita Castellana e annessa alla diocesi di Terni-Narni-Amelia.
Nel 2002 è stato inaugurato il nuovo archivio storico diocesano negli ambienti dell'ex palazzo episcopale di Nepi.
Nel 2007 l'Istituto di Scienze Religiose "Alberto Trocchi", fondato nel 1980, è stato elevato a Istituto Superiore di Scienze Religiose della Pontificia Università Lateranense, permanendo nella sede storica dell'antico Seminario Vescovile di Nepi.

## Cronotassi dei vescovi
Si omettono i periodi di sede vacante non superiori ai 2 anni o non storicamente accertati.

### Vescovi di Faleri Novi
- Giusto † (menzionato nel 465)[12]
- Felice † (prima del 499 - dopo il 502)[13]
- Giovanni I † (menzionato nel 595)[14]
- Caroso † (menzionato nel 649)
- Giovanni II † (prima del 679 - dopo il 680)
- Tribunizio (o Tiburzio) † (menzionato nel 721)
- Giovanni III † (menzionato nel 743)
- Leone I † (prima del 761 - dopo il 769 ?)[15]
- Adriano † (menzionato nell'826)
- Giovanni IV † (prima dell'853 - dopo l'869)
- Leone II † (menzionato nell'871)[16]
- Giovanni V † (prima del 963 - dopo il 969)[17]
- Crescenzio (o Crescenziano) † (prima del 996/1002 - dopo novembre 1036)[18]
- Benedetto † (prima di novembre 1037 - dopo maggio 1050)[18][19]

### Vescovi di Civita Castellana
- Pietro I † (prima di aprile 1059 - dopo maggio 1065)[18]
- Rogerio † (menzionato nel 1071)
- Giovanni V † (menzionato nel 1101)[18]
- Pietro II † (menzionato nel 1126)
- Pietro III † (prima del 1179 - dopo il 1183)
- Romano † (prima del 1206 - dopo il 1212)
- Guglielmo I † (6 ottobre 1217 - ?)
- Pietro IV † (menzionato nel 1230)[20]
- Nicola † (circa 1232 - 6 ottobre 1233 nominato vescovo di Viterbo)
- Giovanni Magnesi, O.P. † (circa 1270 - 1288 deceduto)
- Monaldo, O.F.M. † (20 giugno 1288 - dopo il 1300 deceduto)[21]
- Goffredo, O.F.M. † (5 giugno 1307 - 1324 deceduto)
- Guglielmo II, O.Carm. † (21 febbraio 1324 - 13 novembre 1331 nominato vescovo di Isernia)
- Francesco Oni, O.E.S.A. † (4 dicembre 1331 - 1348 deceduto)
- Giovanni VI † (15 dicembre 1348 - 1359 deceduto)
- Stefano, O.E.S.A. † (12 luglio 1359 - ? deceduto)
- Giovanni VII, O.P. † (20 aprile 1367 - dopo il 1377 deceduto)
  - Gemino, O.F.M. † (18 marzo 1388 - ? deceduto) (antivescovo)
  - Antonio di Castronovo, O.P. † (4 settembre 1390 - ?) (antivescovo)
- Matteo (o Marsilio) † (1382 - ?)
- Angelo † (1394 - 1394 o 1395 deceduto)
- Giovanni Arcioni † (30 aprile 1395 - 1406 deceduto)
- Stefano, O.F.M. † (8 agosto 1406 - 17 aprile 1414 deceduto)
- Giovanni (o Gregorio) Giorgi, O.F.M. † (19 settembre 1414 - 1432 deceduto)
- Sante ? † (19 marzo 1432 - ? deceduto)[22]
- Giovanni VIII † (5 ottobre 1437[23] - 1439 deposto)

### Vescovi di Civita Castellana e Orte

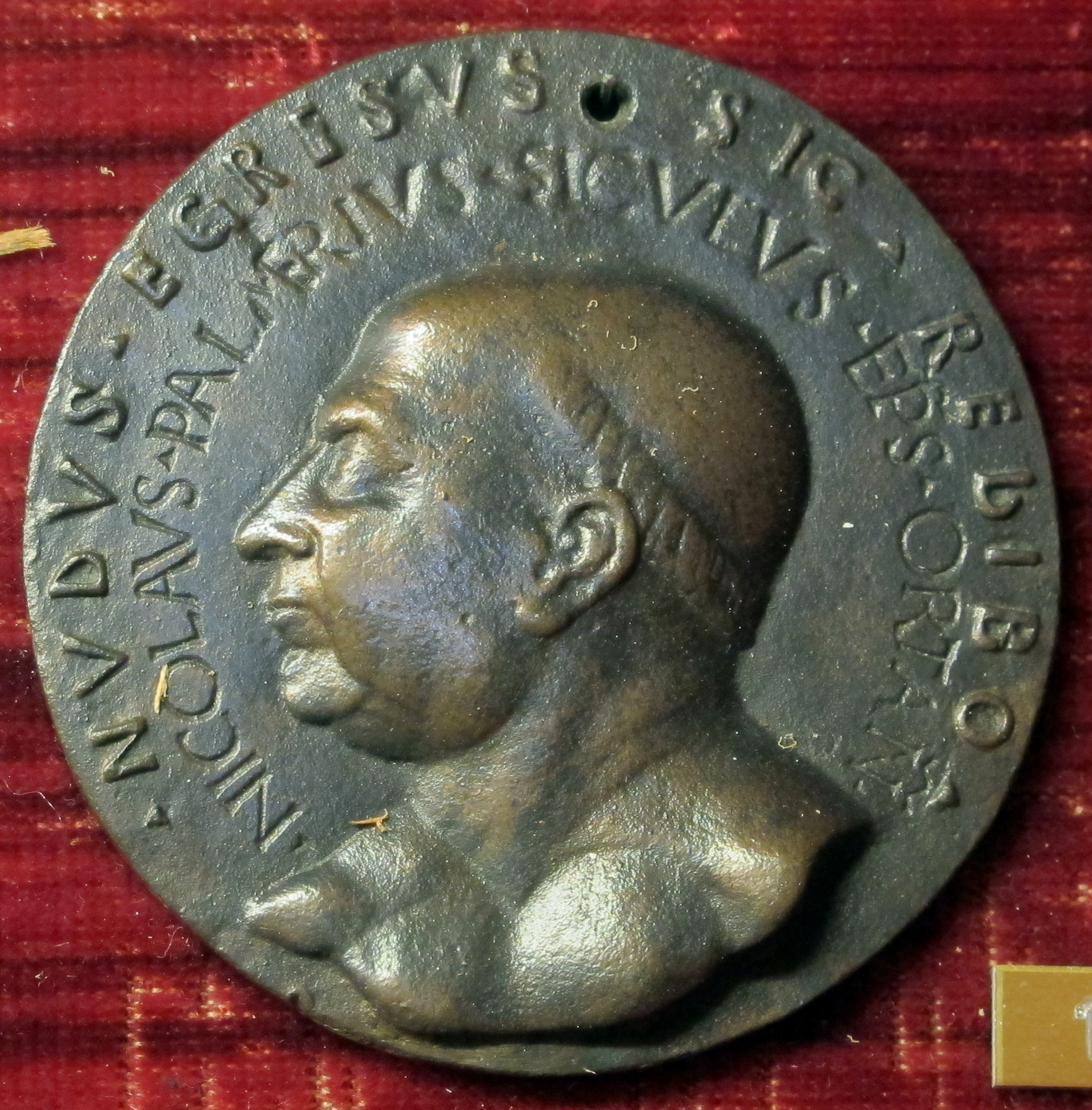
Niccolò Palmieri, vescovo dal 1455 al 1467.

- Valentino † (19 marzo 1439 - 28 gennaio 1442 nominato vescovo di Ascoli Piceno)
- Luca † (28 gennaio 1442 - 1443 deceduto)
- Antonio Paoli † (16 dicembre 1443 - 1455 deceduto)
- Niccolò Palmieri, O.E.S.A. † (20 giugno 1455 - 1467 deceduto)
- Antonio † (30 ottobre 1467 - 10 ottobre 1473 deceduto)
- Pietro Ajosa † (24 gennaio 1474 - 4 agosto 1486 nominato vescovo di Sessa Aurunca)
- Angelo Pechinoli † (4 agosto 1486 - ottobre 1492 deceduto)
- Enrico Bruno, O.P. † (29 ottobre 1492 - 24 settembre 1498 nominato arcivescovo di Taranto)
- Giorgio Maccafani † (24 settembre 1498 - 16 agosto 1501 nominato vescovo di Sarno)
- Lodovico † (1501 - 1503 deceduto)
- Johannes Burckardt † (29 novembre 1503 - 16 maggio 1506 deceduto)
- Francesco Franceschini, O.F.M. † (17 maggio 1506 - 1525 dimesso)
  - Paolo Emilio Cesi † (7 aprile 1525 - 5 agosto 1537 deceduto) (amministratore apostolico)
- Pomponio Cesi † (12 agosto 1538 - 24 novembre 1539 nominato vescovo di Nepi e Sutri)
- Scipione Bongalli † (24 novembre 1539 - 3 agosto 1564 deceduto)
- Nicola Perusco † (7 febbraio 1565 - 8 febbraio 1582 deceduto)
- Andrea Longo † (2 aprile 1582 - 18 agosto 1607 deceduto)
- Ippolito Fabiani, O.E.S.A † (17 dicembre 1607 - 24 agosto 1621 deceduto)
- Angelo Gozzadini † (25 ottobre 1621 - 29 marzo 1653 deceduto)
- Taddeo Altini, O.E.S.A. † (10 novembre 1653 - 27 agosto 1685 deceduto)
- Giuseppe Sillani Leoncilli † (13 maggio 1686 - 30 settembre 1697 deceduto)
- Simone Aleotti † (16 maggio 1698 - 30 settembre 1704 deceduto)
- Ascanio Blasi † (26 gennaio 1705 - luglio 1718 deceduto)
- Venerabile Giovanni Francesco Maria Tenderini † (5 dicembre 1718 - 1º marzo 1739 deceduto)
- Bernardino Vari † (4 maggio 1739 - 12 ottobre 1748 deceduto)
- Sante Lanucci † (2 dicembre 1748 - 31 maggio 1765 dimesso)
- Francesco Maria Forlani † (5 giugno 1765 - 5 marzo 1787 deceduto)
- Lorenzo de Dominicis † (23 aprile 1787 - 20 dicembre 1805 nominato vescovo di Civita Castellana, Orte e Gallese)

### Vescovi di Civita Castellana, Orte e Gallese
- Lorenzo de Dominicis † (20 dicembre 1805 - 1º gennaio 1822 deceduto)
- Fortunato Maria Ercolani, C.P. † (19 aprile 1822 - 27 dicembre 1847 deceduto)
- Amadio Zangari † (14 aprile 1848 - 5 settembre 1851 nominato vescovo di Macerata e Tolentino)
- Mattia Agostino Mengacci † (5 settembre 1851 - 20 novembre 1872 deceduto)
- Domenico Mignanti † (23 dicembre 1872 - 27 aprile 1889  deceduto)
- Giovanni Battista Carnevalini † (24 maggio 1889 - 9 giugno 1895 deceduto)
- Giacomo Ghezzi, O.F.M. † (29 novembre 1895 - 26 gennaio 1920 deceduto)
- Goffredo Zaccherini † (8 marzo 1920 - 15 giugno 1928 nominato vescovo di Jesi)
  - Sede vacante (1928-1930)[24]
- Santino Margaria † (9 ottobre 1930 - 20 dicembre 1947 deceduto)
- Roberto Massimiliani † (21 giugno 1948 - 19 giugno 1975 deceduto)
- Marcello Rosina † (10 aprile 1976 - 11 febbraio 1986 nominato vescovo di Civita Castellana)

### Vescovi di Civita Castellana
- Marcello Rosina † (11 febbraio 1986 - 10 marzo 1989 ritirato)
- Divo Zadi † (10 marzo 1989 - 10 dicembre 2007 ritirato)
- Romano Rossi (10 dicembre 2007 - 11 novembre 2022 ritirato)
- Marco Salvi, dall'11 novembre 2022

## Statistiche
La diocesi nel 2023 su una popolazione di 256.350 persone contava 245.500 battezzati, corrispondenti al 95,8% del totale.
| anno                                         | popolazione | popolazione | popolazione | presbiteri | presbiteri | presbiteri | presbiteri                | diaconi | religiosi | religiosi | parrocchie |
| anno                                         | battezzati  | totale      | %           | numero     | secolari   | regolari   | battezzati per presbitero | diaconi | uomini    | donne     | parrocchie |
| -------------------------------------------- | ----------- | ----------- | ----------- | ---------- | ---------- | ---------- | ------------------------- | ------- | --------- | --------- | ---------- |
| diocesi di Civita Castellana, Orte e Gallese |             |             |             |            |            |            |                           |         |           |           |            |
| 1950                                         | 66.000      | 66.000      | 100,0       | 86         | 61         | 25         | 767                       |         | 30        | 130       | 33         |
| 1966                                         | 78.000      | 78.240      | 99,7        | 80         | 48         | 32         | 975                       |         | 45        | 158       | 38         |
| 1980                                         | 75.300      | 75.500      | 99,7        | 65         | 50         | 15         | 1.158                     |         | 19        | 105       | 39         |
| diocesi di Civita Castellana                 |             |             |             |            |            |            |                           |         |           |           |            |
| 1990                                         | 170.435     | 171.258     | 99,5        | 142        | 94         | 48         | 1.200                     | 3       | 80        | 335       | 77         |
| 1999                                         | 203.899     | 204.194     | 99,9        | 170        | 97         | 73         | 1.199                     | 7       | 104       | 401       | 76         |
| 2000                                         | 203.700     | 205.000     | 99,4        | 170        | 97         | 73         | 1.198                     | 9       | 102       | 401       | 76         |
| 2001                                         | 210.850     | 212.572     | 99,2        | 170        | 97         | 73         | 1.240                     | 10      | 102       | 395       | 76         |
| 2002                                         | 210.850     | 212.572     | 99,2        | 170        | 97         | 73         | 1.240                     | 13      | 102       | 395       | 76         |
| 2003                                         | 210.500     | 211.975     | 99,3        | 170        | 97         | 73         | 1.238                     | 12      | 101       | 395       | 76         |
| 2004                                         | 214.800     | 220.800     | 97,3        | 165        | 99         | 66         | 1.301                     | 12      | 89        | 380       | 76         |
| 2006                                         | 213.800     | 224.700     | 95,1        | 184        | 114        | 70         | 1.161                     | 12      | 93        | 380       | 76         |
| 2013                                         | 248.900     | 258.900     | 96,1        | 144        | 97         | 47         | 1.728                     | 13      | 67        | 290       | 76         |
| 2016                                         | 252.000     | 266.014     | 94,7        | 135        | 91         | 44         | 1.866                     | 17      | 67        | 302       | 76         |
| 2019                                         | 248.400     | 260.600     | 95,3        | 122        | 87         | 35         | 2.036                     | 15      | 67        | 290       | 76         |
| 2021                                         | 245.250     | 258.620     | 94,8        | 140        | 106        | 34         | 1.751                     | 18      | 72        | 296       | 76         |
| 2023                                         | 245.500     | 256.350     | 95,8        | 141        | 109        | 32         | 1.741                     | 15      | 66        | 264       | 76         |